# The Beginning (álbum de Black Eyed Peas)
The Beginning — en español: El Comienzo —  es el sexto álbum de estudio de la banda estadounidense Black Eyed Peas, el cual salió a la venta el 26 de noviembre de 2010, lanzado por Interscope Records y teniendo tres ediciones: Estándar, Deluxe y Super Deluxe. El álbum es la continuación del álbum anterior, siguiendo con los novedosos ritmos electrónicos que, desde 2009, los Black Eyed Peas han incorporado a sus canciones. The Beginning conlleva los géneros desde el Pop y el Hip-hop, hasta el Techno y la Electrónica, al mismo tiempo, incorpora sonidos como el Pop-Rock en varias canciones del álbum.
El grupo anunció al álbum en julio de 2010, luego que el álbum se grababa entre mayo y septiembre del mismo año. Will.I.Am, miembro de la banda, es uno de los productores junto a Free School, DJ Ammo, Rodney "Darkchild" Jerkins, entre otros. El DJ David Guetta también colaboró en el álbum e incluso, produjo la canción «Everything Wonderful», encontrada en la edición Super Deluxe del álbum.
El álbum logró tener críticas mixtas, en general positivas por los críticos de la músicas, quienes alabaron el trabajo de Black Eyed Peas, por las sensacionales canciones incorporadas dentro del álbum. Además, en su lanzamiento, logró debutar en el lugar #6 en la lista Billboard 200, vendiendo más de 119 000 de copias en los Estados Unidos, que aunque es un gran número, no ha podido superar al éxito de los álbumes anteriores (Monkey Business y The E.N.D), ya que estos obtuvieron #2 y 1# lugar respectivamente. Aparte de esto, The Beginning encabezó listas en varios países, en su mayoría europeos y latinoamericanos, en muchos de ellos certificado con Oro y Platino.
Hasta la fecha, el grupo ha lanzado tres sencillos del álbum, los cuales son The Time (Dirty Bit), un cover techno de la banda sonora de Dirty Dancing y un completo éxito comercial, que incluso, logró irse en su primer día de lanzamiento al número 1 en Itunes en muchos países. El segundo sencillo, lanzada en febrero de 2011, fue Just Can't Get Enough, canción que encabezó muchas listas musicales del mundo y también fue un rotundo éxito comercialmente, sobre todo en ventas digitales y el tercer sencillo, publicado en mayo y lanzado en junio, es Don't Stop the Party, una electrónicamente fiestera canción que, pese a no haber sido muy exitoso en las listas musicales, fue un gran éxito en las discotecas.
The Beginning, fue el quinto disco más vendido del año 2011, con 2 500 000 de copias solo en ese año. Pese a tener un éxito un poco inferior al anterior álbum, ha logrado vender más 4 000 000 de copias alrededor del mundo.

## Información

### Antecedentes y Grabación
El 6 de junio de 2010, la banda confirmó que estaban trabajando en un nuevo álbum en una entrevista para The Big Issue. El álbum fue descrito como una secuela de The E.N.D., el título fue confirmado por Will.i.am en el programa estadounidense, Good Morning América, diciendo "The Beginning Simboliza crecimiento, nuevos comienzos y una perspectiva nueva y fresca", según will.i.am. "The Beginning es un símbolo de la llegada y aceptación de las nuevas tecnologías como la realidad aumentada, el 3D, y el video 360º. Y tiene mucho que ver con nuestro deseo de experimentar, coger todas esas canciones que nos han gustado en el pasado y jugar con ellas metiéndoles ritmos locos". Con The time como primer sencillo.
La nueva propuesta de la banda Black Eyed Peas es reducir la brecha generacional, es por esto que el grupo infunde su sonido moderno con canciones de los clásicos ochenteros.
En el último número de la revista "SPIN", Will.i.am, uno de los integrantes del grupo, dice que el álbum fue grabado en habitaciones de hoteles en todo el mundo durante la última gira mundial de la banda.
"Nuestro último disco ha finalizado. La idea fue crear ritmos locos de fiesta", dijo Will.i.am a la revista. "Este es más inspirado por la música electrónica y el baile", añadió.
Los integrantes de la banda revelaron que son grandes fanes de la música de la década de 1980 y de la cultura pop y es por esto que han tomado la decisión de conectarse con el pasado y el presente haciendo una innovadora mezcla que ha terminado en este increíble álbum.
"Los 80' fue una década muy especial. A partir de entonces a ahora, hemos trascendido a una cultura totalmente diferente, como, por ejemplo ahora estamos en la era de la alta definición, de la animación en 3-D mientras que anteriormente era el Tetris y Space Invaders”. dijo Fergie.
El álbum se publica en varios formatos físicos: CD estándar, CD deluxe que incluye 3 canciones extra, un álbum de vinilo completo, un combo de 2 discos con 20 canciones que incluye The Beginning y lo mejor de The E.N.D. (2009). También en digital. ".Actualmente The Beginning logró tener disco de platino por sus 60 000 copias vendidas en México y más certificaciones en diferentes países por sus grandes ventas. En donde más copias se han vendido ha sido en Francia, obteniendo multiplatino. El álbum se anunció oficialmente en un comunicado de prensa el 26 de octubre del año 2010.
La grabación del álbum se llevó cabo desde el mes de mayo y durante su gira The E.N.D World Tour, sobre todo en Sudamérica. Los integrantes de la banda dijeron que muchas de las canciones del álbum habían sido grabadas en los lugares en donde se encontraban. Los lugares del tour fueron muy importantes para las canciones del álbum según los miembros del banda. Will.I.Am reveló que compuso "The Time" en la habitación de un hotel. "No teníamos locutorio así que tuve que secuestrar la televisión del hotel fijar y conectar mi ordenador a él", dijo. "Necesitaba un nuevo ritmo, porque iba a ser DJ de la noche", agregó. Además de haber sido grabado en distintos estudios musicales de Estados Unidos.
The Beginning fue parte de las cosas favoritas de Oprah para el año 2010.

### Tour
The Beginning Massive Stadium World Tour es el quinto tour de los Black Eyed Peas y fue iniciado en Francia
el pasado 22 de junio del 2011. Después de sus 3 fechas en aquel país seguirán su gira en Europa por Alemania, Inglaterra, Bélgica y España respectivamente, para luego internacionalizar el tour y continuar la gira por los demás continentes.
Después de Europa, la gira se centró en Estados Unidos, con una serie de conciertos en el período de Julio - Septiembre de 2011, en las ciudades de Virginia, Columbia, Minot, Las Vegas y Nueva York, este último un concierto benéfico. Luego, los Black Eyed Peas irían a Filipinas, para dar un espectáculo en Manila, donde será su única fechas en Asia
Seguirán por Sudamérica en el mes de noviembre, visitando a Paulínia en Brasil y Asunción en Paraguay. El último concierto confirmado es el de Miami, el 23 de noviembre de 2011.
Black Eyed Peas ya estando en Francia anunciaron el videojuego: The Black Eyed Peas: Experience que estará para plataformas como Wii, Xbox 360, etc. Resulta ser un juego de baile que recopila las canciones del grupo, en donde los integrantes del grupo (animados)
bailan y cantan al ritmo de la música. La gira de The Beginning Massive Stadium Tour estaba prevista para iniciar luego de su presentación en el entretiempo del SuperBowl XLV. Pero por problemas que no ha dicho la banda, su gira comenzó en junio de 2011.

## Promoción

### Sencillos promocionales
Para su promoción se publicaron varios sencillos como canciones de promoción para el álbum. El primero, "Do It Like This", fue lanzado el 15 de noviembre de 2010 a través de iTunes. La canción es un rapeo electrónico con muchos juegos de palabras. "Do It Like This" fue comparada con los sonidos del popular juego Super Mario Bros, constante, por su didáctico ritmo. No obstate, la crítica fue un tanto negativa, y algunos la llamaron "la peor canción del álbum".
El segundo sencillo promocional, "Light Up the Night", fue lanzado el 22 de noviembre de 2010., Y con un ritmo mucho más plácido, con tonadas de Electro pop, y gran melodía, la crítica fue muy positiva en el asunto y barajaron la posibilidad de que "Light Up The Night", sea un sencillo oficial del álbum.
El 10 de octubre de 2011, fue lanzado en Youtube, un video promocional de la canción "XOXOXO" (una especia de alusión al sonido de los besos), protagonizado por los llamados Baby Peas (los dibujos animados de los integrantes del grupo). A pesar de las especulaciones, la canción no fue el cuarto sencillo de The Beginning.

### Actuaciones en vivo

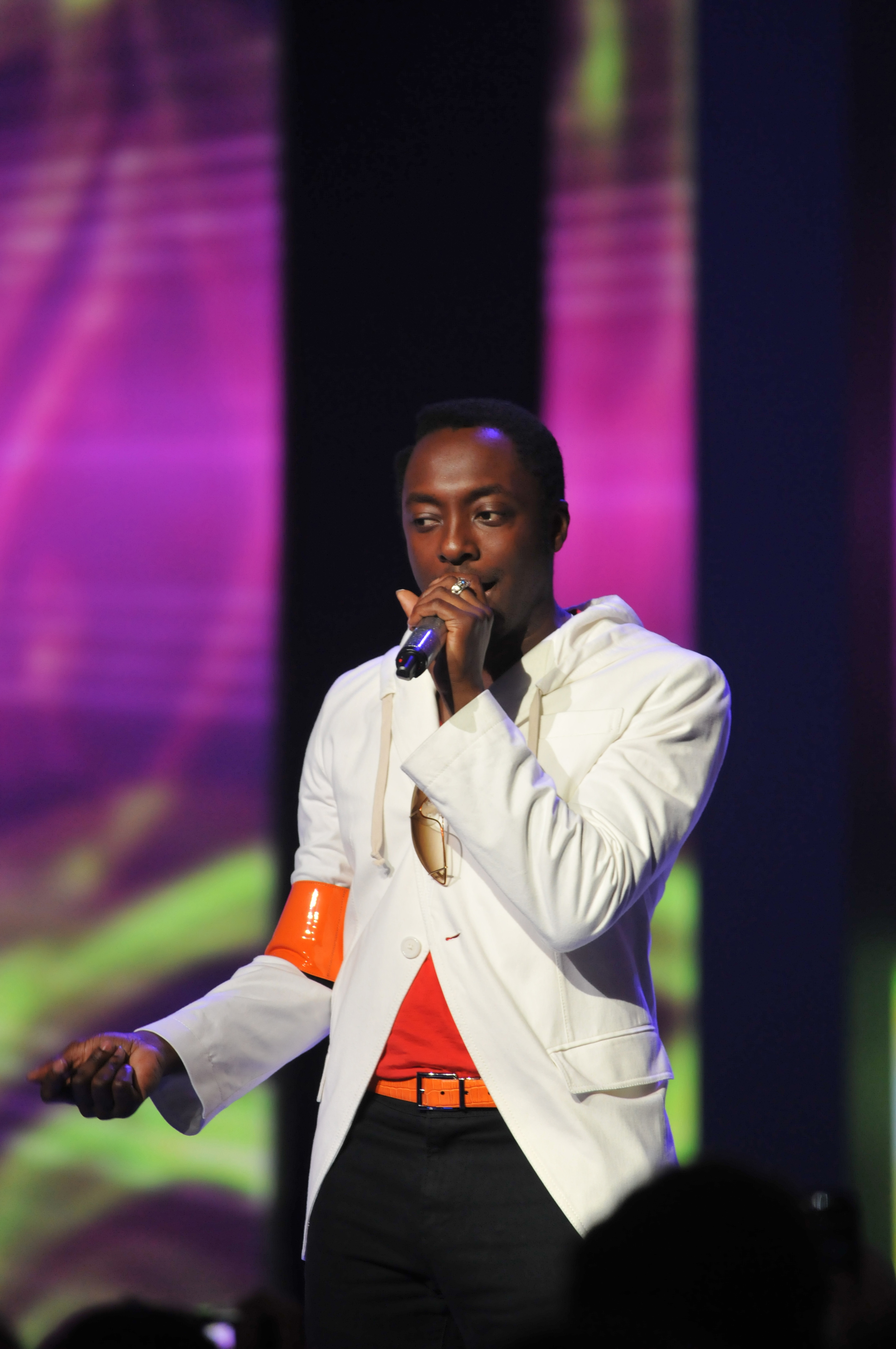
Will.I.Am, uno de los miembros del grupo en un concierto en 2011

Los Black Eyed Peas se han embarcado en su reciente gira The Beginning Massive Stadium Tour para promocionar el álbum, pero antes de eso, el grupo ya ha dado conciertos y espectáculo en diferentes escenarios del mundo. El grupo comenzó haciendo promoción del álbum entre noviembre y diciembre de 2010, el más importante de ellos fue cuando se presentaron en los Ama's del mismo año, en donde cantaron por primera vez de forma pública la canción "The Time (Dirty Bit)" y promocionaron al álbum frente a todo el público presente. En febrero de 2011 el grupo dio un espectáculo en el entretiempo del Superbowl de 2011 y estuvieron más de 12 minutos cantando sus éxitos más conocidos; pero del álbum solo cantaron The Time (Dirty Bit), los cantantes realizaron una breve improvisación mientras un grupo de bailarines con atuendos de luces realizaba una vistosa coreografía en todo el campo de juego. El grupo se presentó sobre una espectacular plataforma en medio del campo de juego y además, estuvieron acompañados del guitarrista Slash y del hip-hopero Usher. En marzo de 2011 el grupo cantó por primera vez el segundo sencillo del álbum "Just Can't Get Enough" y lo hicieron en el exitoso programa American Idol, ahí el grupo hizo una tranquila presentación con fondo de amor, con un corazón en la pantalla. El sencillo fue nuevamente cantado, pero después y en un escenario mucho más importante, era en los Billboard Music Awards 2011, en donde hicieron una sensacional presentación y que los hizo merecedores del premio a Mejores artistas internacional. Aparte de este sencillo, cantaron fragmentos de "I Gotta Feeling", "Boom Boom Pow" y "The Time (Dirty Bit)".
El grupo seguiría innovando y promocionando el álbum, y esta vez lo harían con el tercer sencillo "Don't Stop the Party", el primer escenario en hacer The Paul O'Grady Show, el 13 de mayo de 2011 y al otro día en So You Think You Can Dance, ambos en Inglaterra, ahí promocionaron al sencillo en aquel país. Más tarde se presentarían en Factor X de Francia, el 17 de mayo del mismo año, fue ahí en donde la canción se lanzó en aquel país, y además de "Don't Stop the Party", cantaron "The Time (Dirty Bit)". Para finalizar sus presentaciones, el grupo hizo su espectáculo más increíble e impresionante el 24 de mayo en Dancing with the Stars, en donde jugaron con láseres e hicieron grandes juegos de luces, maravillando al público presente. Fue entonces cuando el grupo dio a conocer la canción en Estados Unidos, además lo lanzaron oficialmente en radios americanas.

## Sencillos
«The Time (Dirty Bit)» Fue lanzado como primer sencillo de The Beginning el 5 de noviembre de 2010. El video fue estrenado el 23 de noviembre de 2010. El coro de "The Time (Dirty Bit)" contiene el sample de "(I've Had) The Time of My Life", originalmente interpretado por Bill Medley y Jennifer Warnes en la película de 1987 "Dirty Dancing".3 La canción muestra a los miembros del grupo will.i.am y Fergie cantando y rapeando en una canción dance y techno beat.
La canción es una mezcla de Pop, Hip-hop con Techno y además su coro (cantado por Will.i.am y Fergie) es un sample de "(I've Had) The Time of My Life" de Dirty Dancing. El sencillo fue positivamente criticado por importantes críticos musicales, quienes la nombraron como de nueva generación, con un ritmo potente y positivo. En cuanto a listas musicales, fue notablemente exitoso, pues encabezó las listas prácticamente en todo el mundo, principalmente en países Europeos y Sudamericanos. En las listas Billboard obtuvo igualmente buenos puestos, el más notable de ellos fue su cuarto lugar en los Billboard Hot 100. Su logró más impresionante fue, en su primer día de lanzamiento, irse directamente al lugar #1 en iTunes tanto en Estados Unidos, como en Francia, obteniendo un récord de descargas certificadas con multiplatino
El 4 de noviembre la canción fue transmitida por la estación Alfa 91.3 de Grupo Radio Centro, dando a conocer esta canción a Centroamérica.

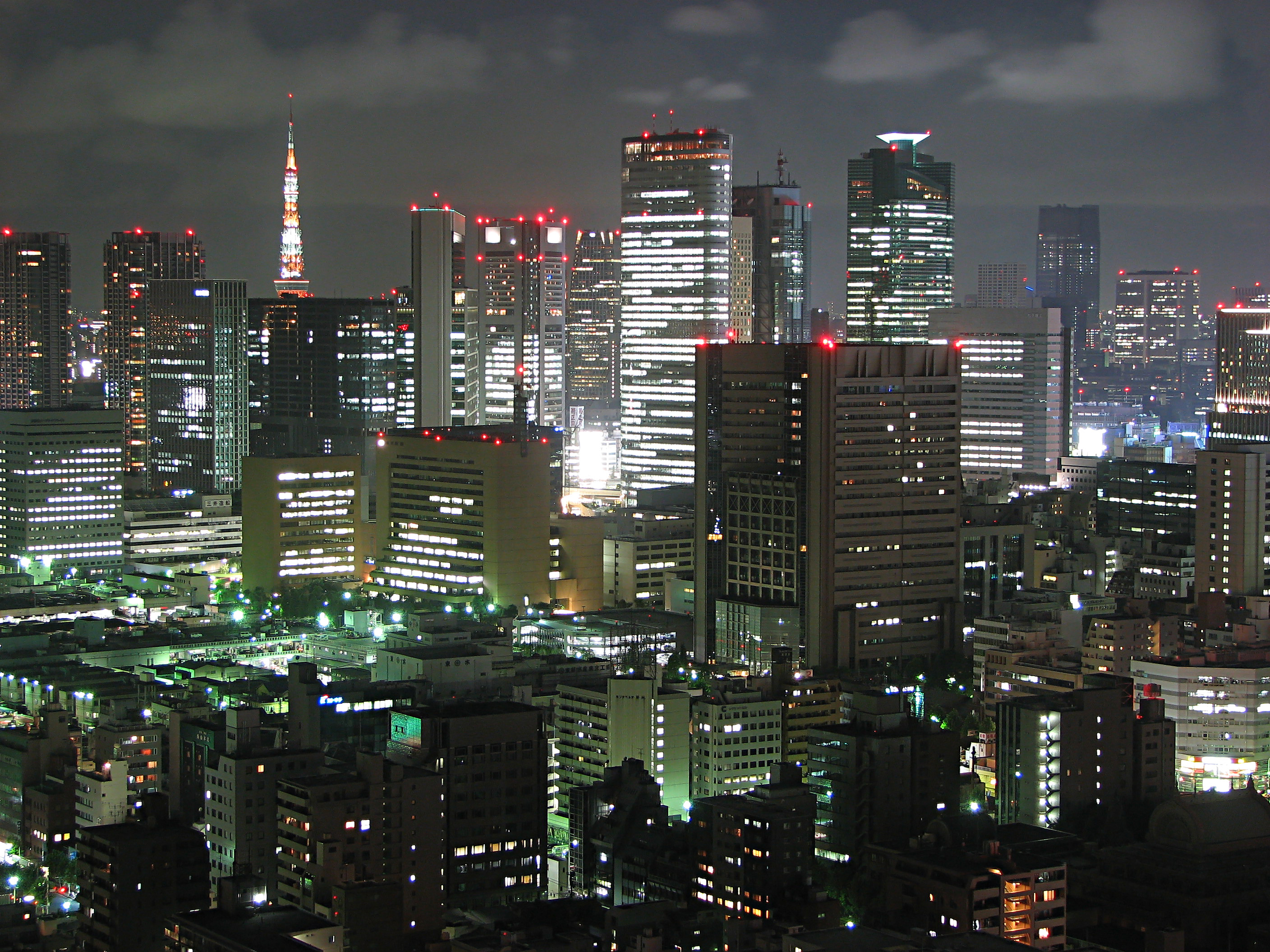
El video de Just Can't Get Enough fue filmado en Tokio, Japón

«Just Can't Get Enough» Fue lanzada como el segundo sencillo del álbum el 8 de febrero de 2011, gracias a una votación que hicieron Los Black Eyed Peas en su página oficial, aunque esta no fue la ganadora. La canción electro es un intento de mostrar la "gran voz física y emocional" de Fergie, siendo alabada por los críticos, y describiendo la voz de ella cómo " nostálgica, donde hay semillas de algo más emocionante. Su voz puede llevar a una dulzura sin adornos que atraviesa todos los trucos de estudio electrónica con un calor palpable."
En la canción predomina el Pop y el Electro-hop, en donde, a diferencia de las canciones anteriores, se utiliza de forma más tranquila y calmada. También es importante señalar la ausencia del reiterado auto-tune y de los sonidos electros palpitantes, por otros románticos. Fue criticada positivamente por los medios y los críticos destacan a la voz de Fergie como delicada y fina, pero poco usada por ella. El sencillo debutó en el de Australian Singles Chart en el número 19 y en el French Singles Chart en el número 1.[ Logró el peak más alto en Estados Unidos en un año del grupo, ya que en menos un mes logró subir 63 puestos en los Billboard Hot 100, desde el #66 al #3, incluso más que el anterior The Time (Dirty Bit), en los Billboard Pop 100 tuvo el segundo puesto. También encabezó listas en países Europeos. En cuanto a descargas el sencillo ha logrado ser número #1 en iTunes y mantenerse con éxito en los Digital Songs logrando entrar a los récord de descargas, siendo el cuarto sencillo del grupo en entrar al listado. Además, desde su lanzamiento hasta la actualidad, el sencillo ha logrado superar las 3 000 000 unidades digitales vendidas en los Estados Unidos. El vídeo fue filmado en Japón, una semana antes de su terremoto y tsunami del 2011, por lo cual al comienzo se hace un apreciación a las víctimas por escrito, mientras que en el final piden al público que donen a la REDCROSS.

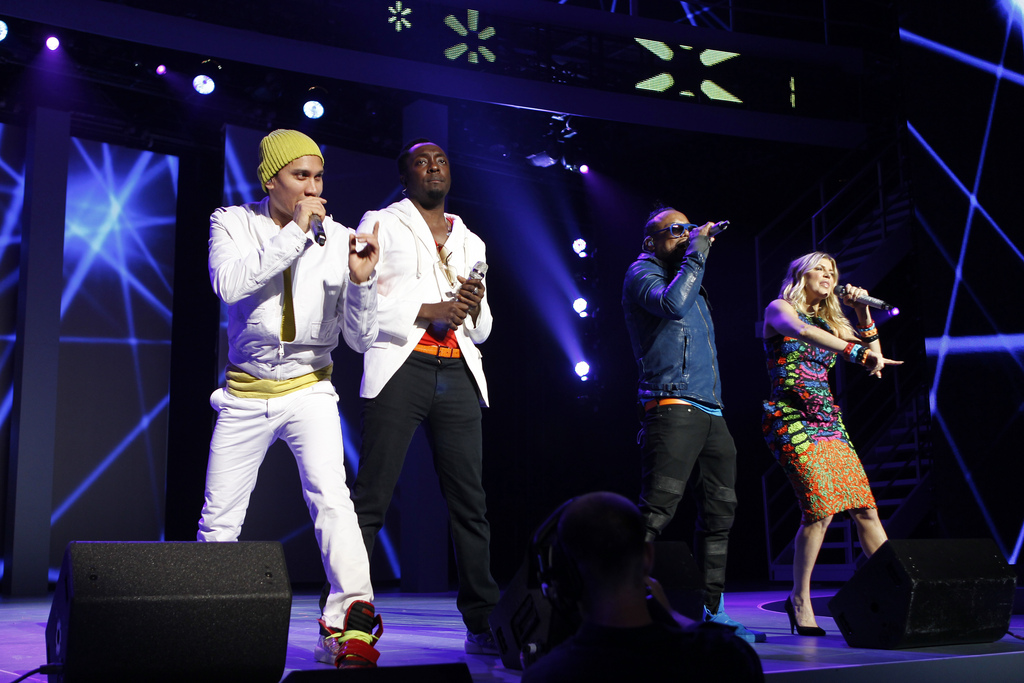
Black Eyed Peas cantando Don't Stop the Party en el Walmart Meeting Festival en 2011

«Don't Stop the Party» Fue anunciada como tercer sencillo en el sitio de Black Eyed Peas el día 9 de mayo, desde ese momento que la canción tuvo un rotundo éxito en internet. Y fue escrita por sus miembros Will.i.am, Apl.de.ap, Taboo y Fergie, junto con Joshua Álvarez y LeReoy, y producida por will.i.am y DJ Ammo. Hablando de como los miembros del grupo se sienten a la hora de bailar, y como, en sus más deseosos momentos, piden que la fiesta no pare. El tema Recibió críticas mixtas por parte de los críticos de música, algunos criticaron el uso de juegos de palabras por parte de Will.i.am y la consideraron como "otra canción más de baile", pero otros pensaron que la canción era una "pista estimulante". Hubo una gran controversia en cuanto a su lanzamiento y sus posiciones. Pues el hit había sido estrenado a principios de mayo y en bien adentrado julio la canción no había debutado en casi ninguna lista musical importante, y por ello se le dio por un rotundo fracaso. No obstante, esto cambió, pues el sencillo había sido lanzada solo en internet la fecha dispuesta. Su estreno en radios fue a finales de junio, y por eso es que el sencillo tuvo una demora larga en entrar a las listas internacionales, sobre todo a la ansiada Billboard Hot 100. El video fue estrenado un día después de haber sido publicada en internet. Resultó ser una recopilación de videos, fiestas, conciertos y estadías en la gira pasada en Sudamérica, mayoritariamente en Brasil, ahí se muestran a los integrantes bailando y cantando, y a sus fanes festejando su música

## Contenido del álbum
The Beginning, es un álbum Pop - Hip hop, con tonos de Electrónica, continuando con los ritmos del álbum anterior. No obstante, The E.N.D, el predecesor del disco, era un álbum mucho más fiestero que éste, pues The Beginning, se aleja un poco de las tonadas fiesteras y esta un tanto más centrado en canciones románticas y con una melodía electro suave. No obstante, hay excepciones en algunas canciones.
La primera canción es The Time (Dirty Bit), melodía alegre y con un Electro hop palpitante. El coro es un cover, un tanto más alargado, de la canción principal de la película Dirty Dancing de 1987. Que el grupo convierte en un explosivo ritmo Techno con el Pop predominante. Cabe distinguir a los rapeados de Apl.de.ap en algunas partes.
El segundo track del disco es mucho menos explosivo, pero con más ritmo, Light Up The Night, es una melodía fuerte y agradable, con estribillos dance. Love You Long Time es la tercera y mucho más relajada canción, con un sonido de electro romántico que se mezcla con los sonidos robóticos de Will.I.Am. Fergie es quien canta el coro, y tiene un agudizamiento de voz muy notable en la canción.
Como cuarto track, esta XOXOXO, con la misma madera de la anterior canción, en donde se modifican las voces de los integrantes, en unos tonos mucho más distintos. Esta canción tiene mucho más hip-hop que las anteriores canciones y un coro repetitivo un tanto pegajoso.
Someday es la quinta canción, y la que más se aleja de la electrónica en el álbum, pues tiene un sonido Pop-Rock, y Electro-Rock, con una guitarra eléctrica de fondo. Aunque Fergie está ausente, los tres miembros masculinos se encargan de dar vida a la canción, algunos la describen como la mejor canción del álbum. Whenever, es el sexto track, y con Fergie como cantante principal, y una placentera guitarra acústica de fondo que se mezcla con la robótica voz de Will.I.Am. "Whenever" es una de las más relajadas canciones del disco y una de las mejor criticadas.
Para continuar, la séptima canción está Fashion Beats, melodía basada en ritmos ochenteros muy bailables con un rap electrónico potente. En esta canción, al igual que la anterior, solo aparecen Fergie y Will.I.Am.
Después de "Fashion Beats", esta la más bailable canción del álbum: Don't Stop the Party, la octava pista del disco, con sonidos fiesteros y movidos, que en todos sus 6 minutos de duración instan a las fiestas y al baile. Aunque ha sido criticada como repetitiva, también como una fuerte y buena canción de electrónica, dirigida directamente a las discotecas. Como noveno track, está Do It Like This, una canción con un gran juego de palabras, y un peculiar ritmos techno, similar y comparado al de Super Mario Bros. Combinando el dance, el house y el techno beat. Pese a que sea muy peculiar y llamativa, ha sido criticada como la peor canción del disco por su aburrida monotonía.
La décima pista es 'The Best One Yet (The Boy), otra canción romántica y suave, que junto a la relajada electrónica, hacen una melodía similar a Whenever, pero más potente. Siguiendo con los sonidos de amor y romanticismo, como undécimo track esta Just Can't Get Enough, con una estructura parecida a la anterior, pero con electro más abundante. También se puede notar la combinación de sonidos suaves con potente electrónica. Play It Loud, es la duodécima y última canción del disco, con una melodía de fuerte pop y un ritmo electro-dance que hace plácido el final del álbum. El track lo canta solamente Will.I.Am con un notable auto-tune.

## Recepción

### Comercial
El álbum debutó en el número seis en el Billboard 200, con la primera semana de ventas de 119 000 copias en los Estados Unidos. Siendo su tercer álbum de éxitos entre los diez primeros, pero su nivel más bajo desde el álbum Elephunk , que alcanzó el número 14 en 2003. A partir de mayo de 2011, el álbum había vendido más de 648.700 copias en los Estados Unidos.
En el Reino Unido, el álbum debutó en el número 17 vendiendo 34.006 copias. Por lo general, la venta de más de 30 000 copias es suficiente para un álbum en el top 10. Sin embargo, debido a la competencia fuerte en el otoño, no pudo debutar en el top 10. Después de una actuación en Factor X el 5 de diciembre de 2010, el álbum subió ocho lugares llegando al número nueve y en donde pasó tres semanas entre los diez primeros. En Canadá, debutó en el número 2, vendiendo más de 27.400 copias en su primera semana, se mantiene el primer lugar por un margen de 200 ejemplares detrás de Susan Boyle s El Regalo . El álbum debutó en el número uno en Francia, con ventas de 35.653 copias en su primera semana. Es la tercera vez consecutiva que los Black Eyed Peas tienen un número uno de álbumes en el país.
En Alemania, el álbum debutó en el número cinco y comenzó a caer lentamente. En su tercera semana, el álbum fue en el n º 9, pero podría pasar a ser N º 7 a la semana siguiente. Tras el éxito del sencillo "The Time (Dirty Bit )", el álbum pasó del N º 7 al N º 2 en su quinta semana, el peak del álbum en dicho país.

### Crítica
Tras su lanzamiento, The Beginning recibió críticas mixtas de la música en general. En Metacritic, que asigna una calificación normalizada de 100 a comentarios de la prensa convencional, el álbum recibió una puntuación media de 47, basado en 19 opiniones, lo que indica "críticas mixtas y un poco más."
Mónica Herrera escribió a Billboard que "la música es producida por expertos y sabios de la música, pero los problemas surgen cuando Will.I.Am afirma lo mismo en su juego de palabras en las canciones. En la canción "Don't Stop the Party", hay un parte en la que dice " a matar con mi lyricals / Call me criminal lo cual "Es un alarde estúpido para un artista que se centra claramente en los tiempos de rimas, y es probablemente mejor para él." Kevin O'Donnell de Spin describió el álbum como "uno de los más salvajes álbumes de los últimos años, uno de los mejores y más completos discos". Caroline, de The Guardian dijo positivamente que los Black Eyed Peas no paran de innovar y siguen reinando en la música Pop, haciendo divertido y un buen trabajo en su sexto álbum. Sullivan le dio al álbum 3 de 5 estrellas que calificó de "alto nivel de hip-pop" y dijo que Los Black Eyed Peas han creado un álbum similar a The E.N.D, en 2009 con un rotundo éxito, pero con más de auto-tune y menos entrada la maravillosa Fergie. Mientras que el crítico Jon Dolan de Rolling Stone considera que el álbum en gran medida recoge la esencia dejada con The E.N.D anteriormente y consideró que se dan en forma más completa que nunca a la paleta de la cultura de club, volviendo géneros hasta como el Funk en electrónicos, el Euro-trance y la clásica música disco. John Bush de Allmusic le dio al álbum 2 de 5 estrellas, y señaló que, aunque David Guetta sólo aparece en una pista su trabajo de producción para el año 2009, "I Gotta Feeling" arroja una sombra en este disco, como en el sencillo Don't Stop the Party y cuando las pistas le dan vida a la música de club. "
El escritor Simon Vozick-Levinson de Entertainment Weekly le dio al álbum una opinión muy positiva y declaró: "The Beginning inteligentemente se queda con los mejores ritmos de la música electrónica que comenzaron a incorporar en sus discos, así como la música de clubes europeos en el álbum The E.N.D - un ingrediente clave que transforma a los Black Eyed Peas en una de las estrellas más importantes, sin duda, de la música moderna y el Pop-Hip-hop [...]. Sintió que Cada canción está repleta de melodías pop pegajosas, resbaladizos ritmos de hip-hop, las partes brillantes del sintetizador, y las voces que se han cortado en cubitos y procesados en el cielo, todo el cumplimiento del objetivo de máxima catchiness. Greg Kot de Chicago Tribune dio al álbum 1.5 de 4 estrellas y lo llamó El más dócil que ha hecho el cuarteto, la mayoría de gancho privados disco en la era de Fergie "y afirmó que" la dependencia de la música en la repetición rítmica y lírica (a diferencia de a la progresión y la sorpresa) se convierte en fatigoso. En su reseña para The Independent, Andy Gill escribió:" Es una mezcla de libros de texto de la sobre-familiar y el tratamiento musical de la electrónica, aunque el uso de auto-tune y digitales efectos vocales es un toque más sobrio que de costumbre. A partir de ahí, nunca van más allá de la pista de baile, con riffs de sintetizador pisar marciales, espartano ritmos electro y bajos pistas cantadas. Ben Ratliff de New York Times dio la álbum una crítica negativa y señaló las similitudes con su predecesor, The E.N.D con pocas diferencias, "menos participación de Fergie, abuso de la electrónica y el auto-tune (muy mal por eso), más audaz en dos etapas tecno, tonos de sintetizador más fuertemente envuelto y una fascinación con los últimos años 70 y principios de los 80 la radio pop." y encontrar las letras "empapado" y "cínica.". El escritor Lucas Winkie de  musicOMH declaró que Will.I.Am hizo las producciones como el mínimo se podía juntar y llamar a un golpe, por lo general que abarca una secuencia de batería simplificada y un sintetizador Buzzsaw se presentó a la roja y se repite lo suficiente para que los DJ para hacer su cheque de pago. La banda tiene la habilidad de alargar sus ideas elementalmente bien en composiciones absurdamente aburridas.

## Lista de canciones
| Edición estándar |                              | |                                               |          |  |
| N.º              | Título                       | Escritor(es)                                                                                               | Productor(es)                                 | Duración |  |
| 1.               | «The Time (Dirty Bit)»       | William Adams, Damien LeRoy, John DeNicola, Franke John Previte, Allan Pineda, Donald Markowitz            | will.i.am, DJ Ammo                            | 5:07     |  |
| 2.               | «Light Up the Night»         | William Adams, Allan Pineda, Keith Harris, Ricky Walters                                                   | will.i.am                                     | 4:21     |  |
| 3.               | «Love You Long Time»         | William Adams, Joshua Álvarez, Stacy Ferguson                                                              | will.i.am                                     | 3:45     |  |
| 4.               | «XOXOXO»                     | William Adams, Jean Baptiste, Allan Pineda                                                                 | William Adams                                 | 3:45     |  |
| 5.               | «Someday»                    | William Adams, Jaime Gómez, Jean Baptiste, Allan Pineda                                                    | William Adams, Free School*                   | 4:33     |  |
| 6.               | «Whenever»                   | William Adams, Stacy Ferguson                                                                              | William Adams                                 | 3:15     |  |
| 7.               | «Fashion Beats»              | William Adams, Keith Harris, Nile Rodgers, Bernard Edwards, Stacy Ferguson                                 | William Adams, DJ Ammo                        | 5:19     |  |
| 8.               | «Don't Stop the Party»       | Joshua Álvarez, William Adams, Jaime Gómez, Damien LeRoy, Stacy Ferguson, Allan Pineda                     | DJ Ammo, William Adams                        | 6:07     |  |
| 9.               | «Do It Like This»            | William Adams, Jaime Gómez, Damien Leroy, Allan Pineda                                                     | DJ Ammo                                       | 5:28     |  |
| 10.              | «The Best One Yet (The Boy)» | William Adams, Jaime Gómez, Jean Baptiste, Giorgio Tuinfort, Allan Pineda, David Guetta, Sylvia Gordon     | William Adams, David Guetta, Giorgio Tuinfort | 4:25     |  |
| 11.              | ««Just Can't Get Enough»»    | Joshua Álvarez, William Adams, Stephen Shadowen, Jaime Gómez, Stacy Ferguson, Rodney Jerkins, Allan Pineda | William Adams, Rodney Jerkins*                | 3:39     |  |
| 12.              | «Play It Loud»               | William Adams, Michael McHenry, Jean Baptiste                                                              | Free School                                   | 4:21     |  |
| 54:05            |                              | |                                               |          |  |

| Edición deluxe |                              | |                                           |          |  |
| N.º            | Título                       | Escritor(es)                                                                                               | Productor(es)                             | Duración |  |
| 10.            | «The Situation»              | William Adams, Ryan Buendía, Stacy Ferguson, Allan Pineda                                                  | apl.de.ap, Replay, DJ Ammo                | 3:46     |  |
| 11.            | «The Coming»                 | William Adams, Joshua Álvarez, Jaime Gómez, Jean Baptiste, Paul Love, Barrington Levy, Allan Pineda        | will.i.am                                 | 4:18     |  |
| 12.            | «Own It»                     | William Adams,                                                                                             | will.i.am                                 | 3:13     |  |
| 13.            | «The Best One Yet (The Boy)» | William Adams, Jaime Gómez, Jean Baptiste, Giorgio Tuinfort, Allan Pineda, David Guetta, Sylvia Gordon     | will.i.am, David Guetta, Giorgio Tuinfort | 4:25     |  |
| 14.            | «Just Can't Get Enough»      | Joshua Álvarez, William Adams, Stephen Shadowen, Jaime Gómez, Stacy Ferguson, Rodney Jerkins, Allan Pineda | will.i.am, Rodney Jerkins*                | 3:39     |  |
| 15.            | «Play It Loud»               | William Adams, Michael McHenry, Jean Baptiste                                                              | Free School                               | 4:03     |  |

| Edición Super Deluxe bonus tracks |                                           |                                                                                          |                                             |          |  |
| N.º                               | Título                                    | Escritor(es)                                                                             | Productor(es)                               | Duración |  |
| 16.                               | «Everything Wonderful» (con David Guetta) | William Adams, Jean Baptiste, Giorgio Tuinfort, David Guetta, Allan Pineda               | David Guetta , Sandy Vee, Tuinfort Giorgio* | 4:03     |  |
| 17.                               | «Phenomenon»                              | William Adams, Joshua Álvarez, Jean Baptiste, Ryan Buendía, Stacy Ferguson, Allan Pineda |                                             | 3:39     |  |
| 18.                               | «Take It Off»                             | William Adams, Jaime Gómez, Beleegh Hamdi, Stacy Ferguson, Allan Pineda, Hamza Mohamed   | will.i.am, David Guetta                     | 4:09     |  |

| Edición Super Deluxe (Disco 2 - The Best of The E.N.D.) |                   | |                                                    |          |  |
| N.º                                                     | Título            | Escritor(es) | Productor(es)                                      | Duración |  |
| 1.                                                      | «Boom Boom Pow»   | William Adams, Allan Pineda, Jaime Gómez, Stacy Ferguson                                                                                              | will.i.am, Jean Baptiste*, Poet Name Life*         | 4:11     |  |
| 2.                                                      | «I Gotta Feeling» | William Adams, Allan Pineda, Jaime Gómez, Stacy Ferguson, David Guetta, Riesterer                                                                     | David Guetta, Frédéric Riesterer*                  | 4:49     |  |
| 3.                                                      | «Meet Me Halfway» | William Adams, Allan Pineda, Jaime Gómez, Stacy Ferguson, Keith Harris, Jean Baptiste, Sylvia Gordon                                                  | Keith Harris, will.i.am                            | 4:44     |  |
| 4.                                                      | «Imma Be»         | William Adams, Allan Pineda, Jaime Gómez, Stacy Ferguson, Keith Harris, J. Tankel, D. Foder, T. Brenneck, M. Deller                                   | Keith Harris, will.i.am                            | 4:17     |  |
| 5.                                                      | «Rock That Body»  | William Adams, Allan Pineda, Jaime Gómez, Stacy Ferguson, David Guetta, Mark Knight, Adam Walder, Jean Baptiste, Jaime L. Munson, Robert Ginyard, Jr. | David Guetta, will.i.am, Mark Knight*, Funkagenda* | 4:29     |  |

(*) Coproductor
- "The Time (Dirty Bit)" - El coro contiene un sample de "(I've Had) The Time of My Life" interpretado por Bill Medley y Jennifer Warnes en la película de 1987 "Dirty Dancing".[33]
- "Light Up The Night" - Contiene un sample de "Children's Story" interpretado por Slick Rick.
- "Love You Long Time" - Contiene un sample de "Give It Up" interpretado por K.C. & the Sunshine Band.
- "Fashion Beats" - Contiene un sample de "My Forbidden Lover" interpretado por Chic.[34]
- "The Coming" - Contiene un sample de "Here I Come" interpretado por Barrington Levy.

## Listas y certificaciones
| Lista (2010-2011)               | Mejor posición |
| ------------------------------- | -------------- |
| Australian Albums Chart         | 1              |
| Austrian Albums Chart           | 10             |
| Belgian Albums Chart (Flanders) | 9              |
| Belgian Albums Chart (Wallonia) | 1              |
| Canadian Albums Chart           | 1              |
| Chile (Top 100 Álbumes)         | 1              |
| Czech Albums Chart              | 18             |
| Dutch Albums Chart              | 34             |
| French Albums Chart             | 1              |
| German Albums Chart             | 1              |
| Irish Albums Chart              | 10             |
| Italian Albums Chart            | 20             |
| Mexican Albums Chart            | 1              |
| New Zealand Albums Chart        | 12             |
| Scottish Albums Chart           | 13             |
| Spanish Albums Chart            | 26             |
| Swedish Albums Chart            | 58             |
| Swiss Albums Chart              | 4              |
| UK Albums Chart                 | 1              |
| UK Dance Albums Chart           | 1              |
| US Billboard 200                | 6              |
| US Billboard Digital Álbumes    | 2              |

| País          | Certificación (ventas) |
| ------------- | ---------------------- |
| Australia     | Platino                |
| Alemania      | Oro                    |
| Bélgica       | Platino                |
| México        | Platino                |
| Colombia      | Oro                    |
| Chile         | Oro                    |
| Unión Europea | Platino                |
| Suiza         | Platino                |
| Francia       | 2x Platino             |
| Japón         | Oro                    |

## Fecha de lanzamiento
| País           | Fecha                   | Formato              | Discográfica          | Edición                        |
| -------------- | ----------------------- | -------------------- | --------------------- | ------------------------------ |
| Australia      | 26 de noviembre de 2010 | CD, descarga digital | Universal Music Group | Estándar, Super Deluxe         |
| Alemania       | 26 de noviembre de 2010 | CD, descarga digital | Universal Music Group | Estándar, Super Deluxe         |
| Argentina      | 26 de noviembre de 2010 | CD, descarga digital | Universal Music Group | Deluxe                         |
| Reino Unido    | 29 de noviembre de 2010 | CD, descarga digital | Polydor Records       | Estándar, Deluxe, Super Deluxe |
| Francia        | 29 de noviembre de 2010 | CD, descarga digital | Polydor Records       | Estándar, Deluxe, Super Deluxe |
| España         | 29 de noviembre de 2010 | CD, descarga digital | Interscope Records    | Estándar, Deluxe, Super Deluxe |
| Hong Kong      | 29 de noviembre de 2010 | CD, descarga digital | Universal Music Group | Estándar, Deluxe, Super Deluxe |
| Estados Unidos | 30 de noviembre de 2010 | CD, descarga digital | Interscope Records    | Estándar, Deluxe, Super Deluxe |
| México         | 30 de noviembre de 2010 | CD, descarga digital | Interscope Records    | Estándar, Deluxe, Super Deluxe |
| Japón          | 1 de diciembre de 2010  | CD, descarga digital | Universal Music Group | Estándar, Deluxe               |
| Colombia       | 1 de diciembre de 2010  | CD, descarga digital | Universal Music Group | Estándar, Deluxe               |
| Brasil         | 3 de diciembre de 2010  | CD, descarga digital | Universal Music Group | Estándar                       |